# Larçay
Larçay est une commune française située dans le département d'Indre-et-Loire, en région Centre-Val de Loire.

## Géographie
| Saint-Pierre-des-Corps | La Ville-aux-Dames | Montlouis-sur-Loire |
| Saint-Avertin          | Larçay             | Véretz              |
| Chambray-lès-Tours     | Esvres             |                     |

### Hydrographie

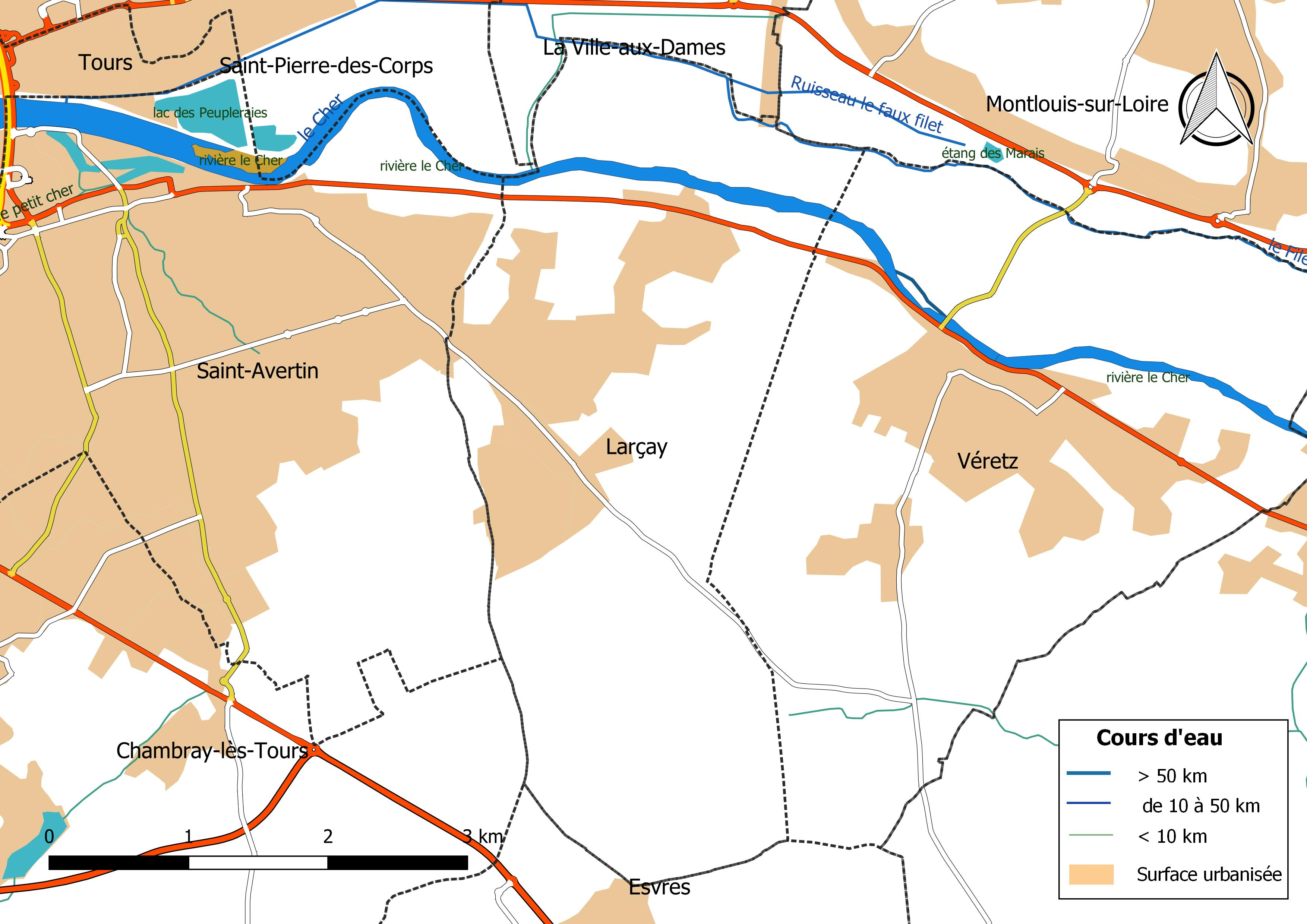
Réseau hydrographique de Larçay.

La commune est traversée d'est en ouest par le Cher (2,421 km) dans la partie nord de son territorie. Le réseau hydrographique communal, d'une longueur totale de 4,82 km, comprend un autre cours d'eau notable, le Filet (2,356 km), et deux petits cours d'eau pour certains temporaires,.
Le Cher, d'une longueur totale de 365,5 km, prend sa source à 714 mètres d'altitude à Mérinchal, dans la Creuse et se jette dans la Loire à Villandry, à 40 m d'altitude, après avoir traversé 117 communes. Le Cher présente des fluctuations saisonnières de débit assez marquées. Sur le plan de la prévision des crues, la commune est située dans le tronçon du Cher tourangeau, dont la station hydrométrique de référence la plus proche est située à  Tours [Pont Saint Sauveur]. Le débit mensuel moyen (calculé sur 53 ans pour cette station) varie de 25,8 m3/s au mois d'août à 192 m3/s au mois de février. Le débit instantané maximal observé sur cette station est de 1 000 m3/s le 24 mars 1988, la hauteur maximale relevée a été de 4,96 m le 5 juin 2016,.
Ce cours d'eau est classé dans les listes 1 et 2 au titre de l'article L. 214-17 du code de l'environnement sur le Bassin Loire-Bretagne. Au titre de la liste 1, aucune autorisation ou concession ne peut être accordée pour la construction de nouveaux ouvrages s'ils constituent un obstacle à la continuité écologique et le renouvellement de la concession ou de l'autorisation des ouvrages existants est subordonné à des prescriptions permettant de maintenir le très bon état écologique des eaux. Au titre de la liste 2, tout ouvrage doit être géré, entretenu et équipé selon des règles définies par l'autorité administrative, en concertation avec le propriétaire ou, à défaut, l'exploitant,.
Sur le plan piscicole, le Cher est classé en deuxième catégorie piscicole. Le groupe biologique dominant est constitué essentiellement de poissons blancs (cyprinidés) et de carnassiers (brochet, sandre et perche).
Le Filet, d'une longueur totale de 19,6 km, prend sa source dans la commune de Dierre et se jette dans le Cher à Tours, après avoir traversé 10 communes.
Ce cours d'eau est classé dans la liste 1 au titre de l'article L. 214-17 du code de l'environnement sur le Bassin Loire-Bretagne. Du fait de ce classement, aucune autorisation ou concession ne peut être accordée pour la construction de nouveaux ouvrages s'ils constituent un obstacle à la continuité écologique et le renouvellement de la concession ou de l'autorisation des ouvrages existants est subordonné à des prescriptions permettant de maintenir le très bon état écologique des eaux.
Sur le plan piscicole, le Filet est également classé en deuxième catégorie piscicole.

### Climat
Pour des articles plus généraux, voir Climat du Centre-Val de Loire et Climat d'Indre-et-Loire.
En 2010, le climat de la commune est de type climat océanique altéré, selon une étude du CNRS s'appuyant sur une série de données couvrant la période 1971-2000. En 2020, Météo-France publie une typologie des climats de la France métropolitaine dans laquelle la commune est toujours exposée à un climat océanique altéré et est dans la région climatique Moyenne vallée de la Loire, caractérisée par une bonne insolation (1 850 h/an) et un été peu pluvieux.
Pour la période 1971-2000, la température annuelle moyenne est de 11,4 °C, avec une amplitude thermique annuelle de 15,1 °C. Le cumul annuel moyen de précipitations est de 687 mm, avec 10,3 jours de précipitations en janvier et 6,7 jours en juillet. Pour la période 1991-2020, la température moyenne annuelle observée sur la station météorologique de Météo-France la plus proche, « Tours - Parcay-Meslay », sur la commune de Parçay-Meslay à 9 km à vol d'oiseau, est de 12,2 °C et le cumul annuel moyen de précipitations est de 677,8 mm,. Pour l'avenir, les paramètres climatiques de la commune estimés pour 2050 selon différents scénarios d'émission de gaz à effet de serre sont consultables sur un site dédié publié par Météo-France en novembre 2022.

## Urbanisme

### Typologie
Au 1er janvier 2024, Larçay est catégorisée ceinture urbaine, selon la nouvelle grille communale de densité à sept niveaux définie par l'Insee en 2022.
Elle appartient à l'unité urbaine de Tours, une agglomération intra-départementale regroupant 38 communes, dont elle est une commune de la banlieue,,. Par ailleurs la commune fait partie de l'aire d'attraction de Tours, dont elle est une commune de la couronne,. Cette aire, qui regroupe 162 communes, est catégorisée dans les aires de 200 000 à moins de 700 000 habitants,.

### Occupation des sols
L'occupation des sols de la commune, telle qu'elle ressort de la base de données européenne d’occupation biophysique des sols Corine Land Cover (CLC), est marquée par l'importance des territoires agricoles (40,6 % en 2018), en diminution par rapport à 1990 (50,1 %). La répartition détaillée en 2018 est la suivante :
forêts (29,4 %), terres arables (27,6 %), zones urbanisées (13,9 %), zones agricoles hétérogènes (13 %), milieux à végétation arbustive et/ou herbacée (6,1 %), espaces verts artificialisés, non agricoles (4,1 %), zones industrielles ou commerciales et réseaux de communication (3,1 %), eaux continentales (2,8 %). L'évolution de l’occupation des sols de la commune et de ses infrastructures peut être observée sur les différentes représentations cartographiques du territoire : la carte de Cassini (XVIIIe siècle), la carte d'état-major (1820-1866) et les cartes ou photos aériennes de l'IGN pour la période actuelle (1950 à aujourd'hui).

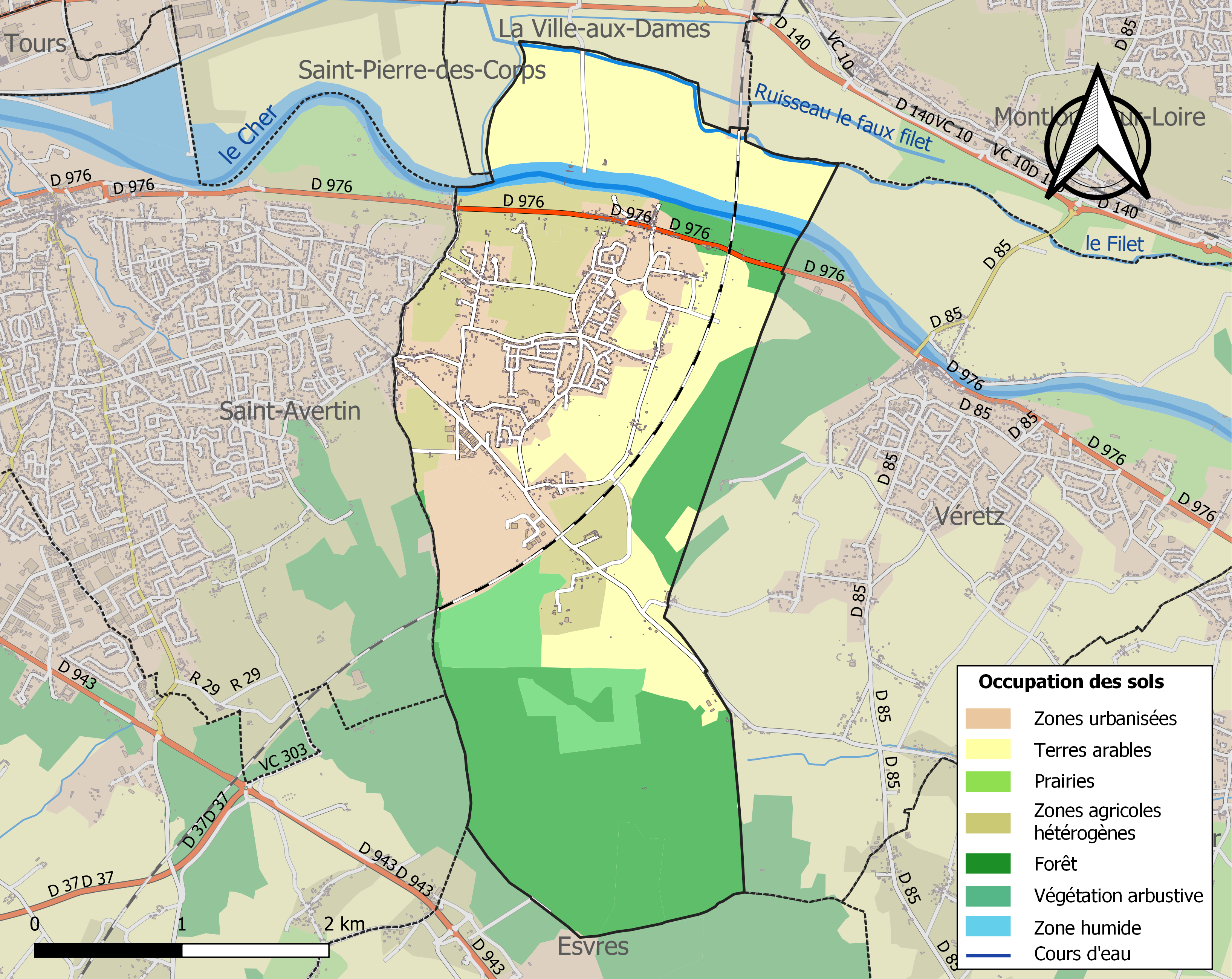
Carte des infrastructures et de l'occupation des sols de la commune en 2018 (CLC).

### Risques majeurs
Le territoire de la commune de Larçay est vulnérable à différents aléas naturels : météorologiques (tempête, orage, neige, grand froid, canicule ou sécheresse), inondations, feux de forêts, mouvements de terrains et séisme (sismicité faible). Un site publié par le BRGM permet d'évaluer simplement et rapidement les risques d'un bien localisé soit par son adresse soit par le numéro de sa parcelle.
Certaines parties du territoire communal sont susceptibles d’être affectées par le risque d’inondation par débordement de cours d'eau, notamment le Cher et le Filet. La commune fait partie du territoire à risques importants d'inondation (TRI) de Tours, un des 21 TRI qui ont été arrêtés fin 2012 sur le bassin Loire-Bretagne et portés à 22 lors de l'actualisation de 2018. Des cartes des surfaces inondables ont été établies pour trois scénarios : fréquent (crue de temps de retour de 10 ans à 30 ans), moyen (temps de retour de 100 ans à 300 ans) et extrême (temps de retour de l'ordre de 1 000 ans, qui met en défaut tout système de protection),. La commune a été reconnue en état de catastrophe naturelle au titre des dommages causés par les inondations et coulées de boue survenues en 1999 et 2018,.
Pour anticiper une remontée des risques de feux de forêt et de végétation vers le nord de la France en lien avec le dérèglement climatique, les services de l’État en région Centre-Val de Loire (DREAL, DRAAF, DDT) avec les SDIS ont réalisé en 2021 un atlas régional du risque de feux de forêt, permettant d’améliorer la connaissance sur les massifs les plus exposés. La commune, étant pour partie dans le massif de Montbazon-Larçay, est classée au niveau de risque 3, sur une échelle qui en comporte quatre (1 étant le niveau maximal).

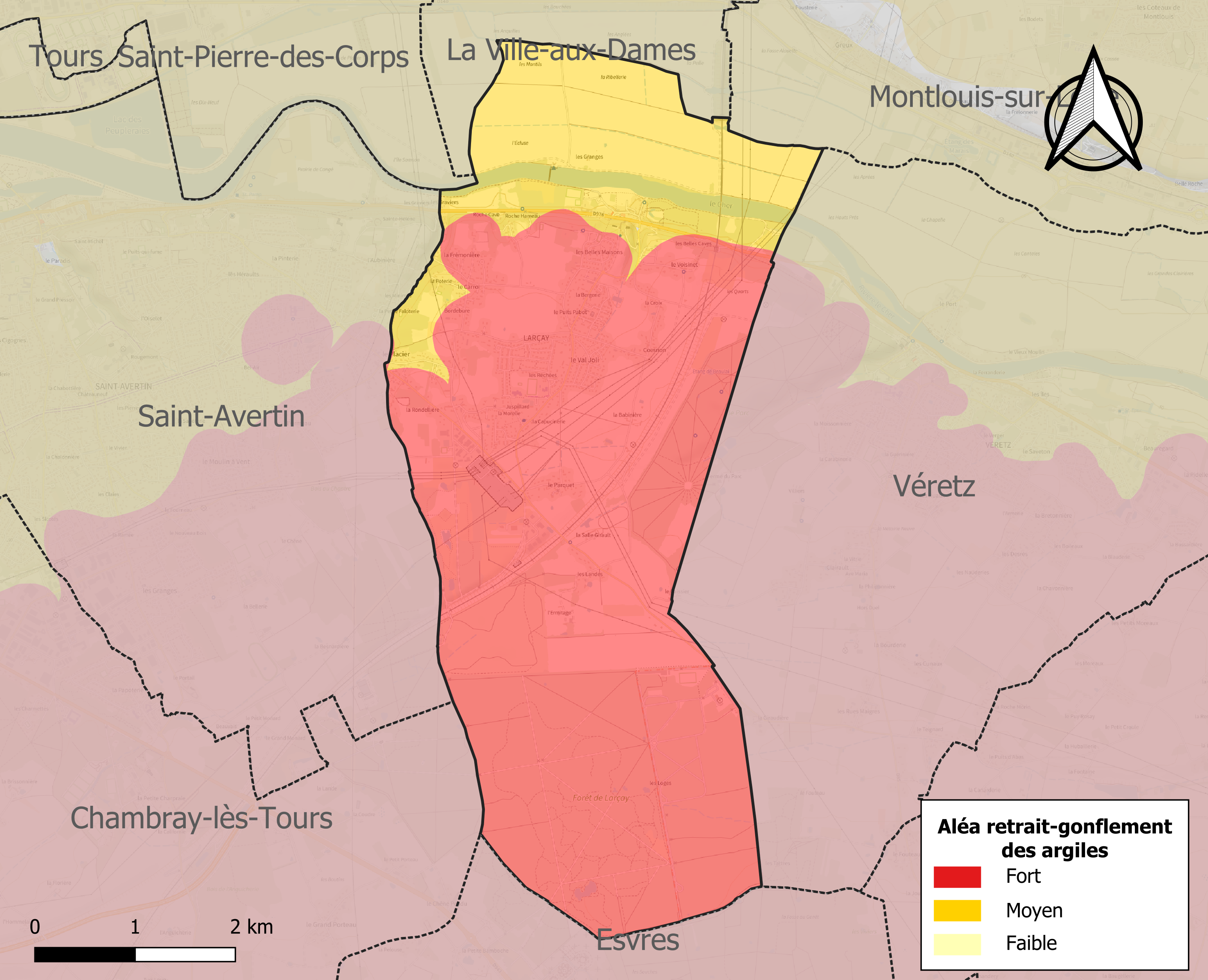
Carte des zones d'aléa retrait-gonflement des sols argileux de Larçay.

La commune est vulnérable au risque de mouvements de terrains constitué principalement du retrait-gonflement des sols argileux. Cet aléa est susceptible d'engendrer des dommages importants aux bâtiments en cas d’alternance de périodes de sécheresse et de pluie. La totalité de la commune est en aléa moyen ou fort (90,2 % au niveau départemental et 48,5 % au niveau national). Sur les 1 036 bâtiments dénombrés sur la commune en 2019, 1036 sont en aléa moyen ou fort, soit 100 %, à comparer aux 91 % au niveau départemental et 54 % au niveau national. Une cartographie de l'exposition du territoire national au retrait gonflement des sols argileux est disponible sur le site du BRGM,.
Concernant les mouvements de terrains, la commune a été reconnue en état de catastrophe naturelle au titre des dommages causés par la sécheresse en 1990, 1991, 1992, 1993, 1996, 2005, 2011 et 2019 et par des mouvements de terrain en 1999, 2001 et 2002.

## Toponymie
L'origine du toponyme reste relativement obscure. Diverses hypothèses existent.
L'hypothèse couramment admise, suggère que la terminaison -ay pourrait être l'évolution philologique courante dans cet isoglosse du suffixe gaulois -ac, qui, ajouté à un nom de personne, indique la propriété des lieux. Il est donc possible que se trouvait sur le territoire de l'actuelle commune de Larcay, le domaine d'un certain Laricius. Ce qui donne en latin le toponyme Lar(i)ciacus.
Selon Nicolas Huron, qui se réclame "historien de terrain" et de ce fait laisse de côté les études philologiques, le toponyme se composerait d'une part de "lar", référence à un édifice cultuel voué à un dieu Lare qui occupait la place de l'actuel castellum gallo-romain, et "cé" qui habituellement en toponymie désigne un méandre, en effet on remarque une coudée du Cher un peu en aval de Larçay, alors qu'en amont le Cher est droit jusqu'à Bléré.

## Histoire

### Antiquité
Le site de Larçay manifeste une occupation dès l'Antiquité. La commune se situe sur un site stratégique, au bord du Cher qui permet de rejoindre la ville proche de Caesarodunum Turonum et Avaricum.
Ainsi, cette position explique la construction du monument majeur de la commune : le castellum. Cette forteresse placée sur le bord du coteau bénéficie d'un large point de vue sur la vallée du Cher et à l'Ouest d'une partie de la vallée de la Loire. Les fouilles menées par Jason Wood sur le site ont également identifié que sur ce même site se dressait auparavant un podium ou mausolée, volontairement démonté pour la construction du castellum.
Les fouilles d’archéologie préventive ont identifié diverses infrastructures romaines sur le territoire de la commune. Une voie de circulation, et à côté, une villa (exploitation agricole), sur le site de Bellevue

### Moyen Âge
Le Moyen Âge a principalement légué à la commune son église et la délimitation de son territoire, héritée du cadre de la paroisse.
L'église Saint-Symphorien a, semble-t-il, une origine relativement ancienne. Certains attribuent à saint Martin la fondation d'un oratoire sur ce lieu. Le monument actuel est en revanche bien postérieur : le clocher porte encore la trace du monument du XIIe siècle de style roman. Le reste de l'édifice a en revanche été rebâti en style gothique au XVIe siècle. Trois vitraux de cette époque sont inscrits aux monuments historiques. La façade a été restaurée en style néo-gothique au XIXe siècle. L'église était autrefois entourée du cimetière aujourd'hui remplacé par la place du 8 mai.

## Politique et administration

### Liste des maires
| Période                                  | Période                     | Identité             | Étiquette | Qualité                                  |
| ---------------------------------------- | --------------------------- | -------------------- | --------- | ---------------------------------------- |
| Les données manquantes sont à compléter. |                             |                      |           |                                          |
| 1977                                     | 1983                        | Claude Morisson      | PC        | Cheminot                                 |
| 1983                                     | mars 2001                   | Moïse Maillet        | PS        | Typographe-metteur en page et correcteur |
| mars 2001                                | mars 2014                   | Gérard Martellière   | DVG       |                                          |
| mars 2014                                | En cours (au 30 avril 2014) | Jean-François Cessac | DVG       | Cadre                                    |

### Politique de développement durable
La commune a engagé une politique de développement durable en lançant une démarche d'Agenda 21.
Dans son palmarès 2016, le Conseil National des Villes et Villages Fleuris de France a attribué deux fleurs à la commune au Concours des villes et villages fleuris.

## Population et société

### Démographie
L'évolution du nombre d'habitants est connue à travers les recensements de la population effectués dans la commune depuis 1793. Pour les communes de moins de 10 000 habitants, une enquête de recensement portant sur toute la population est réalisée tous les cinq ans, les populations de référence des années intermédiaires étant quant à elles estimées par interpolation ou extrapolation. Pour la commune, le premier recensement exhaustif entrant dans le cadre du nouveau dispositif a été réalisé en 2008.

En 2022, la commune comptait 2 577 habitants, en évolution de +5,74 % par rapport à 2016 (Indre-et-Loire : +1,67 %, France hors Mayotte : +2,11 %).
| 1793 | 1800 | 1806 | 1821 | 1831 | 1836 | 1841 | 1846 | 1851 |
| ---- | ---- | ---- | ---- | ---- | ---- | ---- | ---- | ---- |
| 460  | 304  | 441  | 420  | 470  | 450  | 445  | 441  | 440  |

| 1856 | 1861 | 1866 | 1872 | 1876 | 1881 | 1886 | 1891 | 1896 |
| ---- | ---- | ---- | ---- | ---- | ---- | ---- | ---- | ---- |
| 467  | 482  | 494  | 473  | 480  | 515  | 510  | 521  | 517  |

| 1901 | 1906 | 1911 | 1921 | 1926 | 1931 | 1936 | 1946 | 1954 |
| ---- | ---- | ---- | ---- | ---- | ---- | ---- | ---- | ---- |
| 486  | 522  | 490  | 510  | 504  | 468  | 461  | 505  | 587  |

| 1962 | 1968 | 1975 | 1982  | 1990  | 1999  | 2006  | 2008  | 2013  |
| ---- | ---- | ---- | ----- | ----- | ----- | ----- | ----- | ----- |
| 678  | 759  | 938  | 1 412 | 1 751 | 2 037 | 2 254 | 2 316 | 2 430 |

| 2018  | 2022  | - | - | - | - | - | - | - |
| ----- | ----- | - | - | - | - | - | - | - |
| 2 486 | 2 577 | - | - | - | - | - | - | - |

### Enseignement
Larçay se situe dans l'Académie d'Orléans-Tours (Zone B) et dans la circonscription de Saint Pierre des Corps.
L'école maternelle et l'école élémentaire Jean Moulin accueillent les élèves de la commune.

## Culture locale et patrimoine

### Lieux et monuments

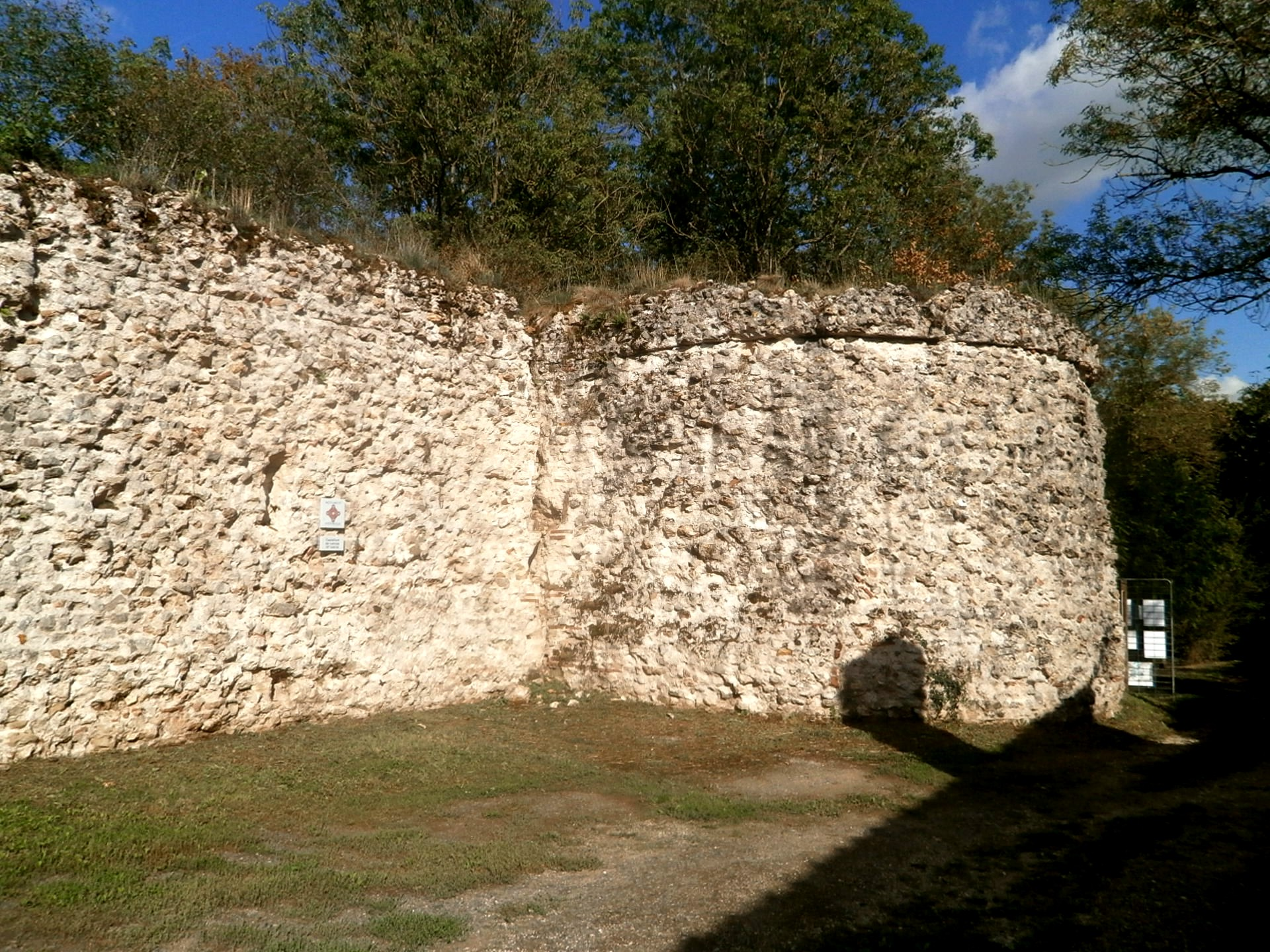
La courtine et une tour du castellum.

- Castellum gallo-romain (IIIe siècle).
- Château de Larçay (XVIIIe et XIXe siècles), privé.
- Château de Bellevue (XVIIIe et XIXe siècles), construit par Nicolas Goujon, remanié en 1854. Il est occupé par un orphelinat de jeunes filles des Sœurs de la Sainte Famille de Bordeaux de 1936 à 1974, puis devient la propriété de la famille Tur.
- Château de Belles-Caves (XVIIIe siècle), propriété en 1761 de Marie-Marguerite Benoist de La Grandière, épouse de François Mahy, écuyer, seigneur du Breuil.
- Manoir de la Fontaine (XVIIe siècle).
- Château de la Roche-Cave (XVIIIe siècle).
- Manoir de la Salle-Girault (XVIIe et XVIIIe siècles).
- Manoir de Clairbois ou de La Quincardière (XIXe siècle).
- Église Saint-Symphorien (XIIe, XVIe et XIXe siècles).
- Le logis prévôtal (XVIe siècle).
- Monument Paul-Louis-Courier (1825).
- Barrage-écluse (1841).
- Stand de tir de l'Armée, rue des Landes.

### Personnalités liées à la commune
- Paul-Louis Courier.
- Jean-Jacques Romero.

### Héraldique
| Blason de Larçay | Les armes de Larçay se blasonnent ainsi : D'argent, au lion de sable, armé et couronné d'or. |